# Giuseppe Matarrese (politico)
Giuseppe Matarrese (Canosa di Puglia, 3 febbraio 1926 – Canosa di Puglia, 31 luglio 1997) è stato un politico italiano.

## Biografia
Laureato in Scienze agrarie, è agronomo. Esponente del Partito Comunista Italiano, è sindaco di Canosa di Puglia dal 1948 al 1950.
Successivamente lavora al sindacato provinciale dei mezzadri a Bari, alla cooperazione agricola e nel dipartimento enti locali del PCI pugliese.
Nel 1963 è eletto alla Camera dei deputati, rimanendo in carica per una legislatura, fino al 1968. Da tale anno e fino al 1970 è nuovamente sindaco di Canosa di Puglia. Dal 1970 al 1980 è consigliere regionale in Puglia e vicepresidente della Regione.
Dal 1985 al 1990 è consigliere provinciale a Bari. Dopo lo scioglimento del PCI, aderisce al Partito della Rifondazione Comunista, che rappresenta in consiglio comunale a Canosa di Puglia fino al 1996.
Muore nel febbraio del 1997, all'età di 71 anni.